# Kristin Patzwahl

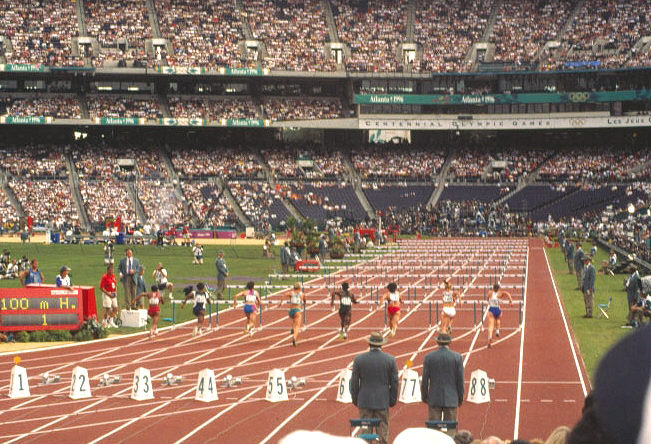
Kristin Patzwahl (2. v. r.) bei den Olympischen Spielen 1996

Kristin Patzwahl (* 16. Juli 1965 in Leipzig) ist eine ehemalige deutsche Leichtathletin, die auf den 100-Meter-Hürdenlauf spezialisiert war.
Sie wurde 1986 DDR-Meisterin mit der 4-mal-100-Meter-Staffel und 1990 in der Halle über 60 Meter Hürden. Nach der Wiedervereinigung gewann Patzwahl 1991, 1993 und 1994 die Deutsche Meisterschaft im 100-Meter-Hürdenlauf. International erreichte sie mehrere Male den Endlauf: bei der Universiade 1987 war sie Achte, bei den Europameisterschaften 1990 in Split Siebte, bei den Weltmeisterschaften 1991 in Tokio Achte und bei den Halleneuropameisterschaften 1992 in Genua Sechste. Bei den Olympischen Spielen 1992 in Barcelona und 1996 in Atlanta erreichte sie jeweils das Halbfinale. 1998 beendete sie ihre Sportlaufbahn.
Patzwahl hatte eine persönliche Bestzeit von 12,80 s, aufgestellt 1990 in Chemnitz. Sie startete für SC DHfK Leipzig (1980–92), LAC Halensee Berlin (1993–95) und LG SCC Nike Berlin (1996–97).